# Nycterimyia fenestroinornata
Nycterimyia fenestroinornata är en tvåvingeart som beskrevs av Robert W. Lichtwardt 1912. Nycterimyia fenestroinornata ingår i släktet Nycterimyia och familjen Nemestrinidae. Inga underarter finns listade i Catalogue of Life.